# Китайські бойові мистецтва
Кита́йські бойові́ мисте́цтва (кит. 中国武术, пін. Zhōngguó wǔshù, чжунґо ушу, у західній традиції часто неправильно кунґфу) — це бойові мистецтва що розвинулися на території Китаю або зазнали безпосереднього впливу китайської культури.

## Термінологія
Ґунфу (кит. 功夫, пін. gōngfū) та ушу (кит. трад. 武術, спр. 武术, піньїнь wǔshù) — популярні китайські терміни, які стали синонімами китайським бойовим мистецтвам. Слід розуміти, що вони мають різні конотації. Ушу в китайській мові може описувати сукупність бойових мистецтв, незалежно від їхнього походження: відповідно до національної школи, передання цього терміна може бути відмінним (наприклад, будзюцу в Японії чи бусуі в Кореї). Ґунфу ж може використовуватися у контексті, який взагалі не стосується бойових мистецтв. Він стосується будь-якого досягнення або майстерності, здобутих шляхом довгої та важкої праці.
Ушу як вид спорту подібне до гімнастики та включає використання адаптованих форм китайських бойових мистецтв з використанням зброї та без неї, судиться надаванням очок за сучасними критеріями естетики.
Для позначення специфічних аспектів стилю до назви останнього можуть додаватися терміни, пов'язані із його походженням чи іншими особливостями. Одним з таких термінів є пай (派, також яп. Рю, китайський мандаринський діалект: 流派 люпай), який означає школа думки або система, як у Тень Шань Пай, Бак Мей Пай та Бок Фу Пай. Деякі бойові мистецтва Південного Китаю застосовують кантонське слово гар (家, мандаринське: цзя), яке означає сім'я, як, наприклад, у Хун Гар, Лау Гар (Сім'я Хун, Сім'я Лау) серед інших.
Ряд інших термінів часто базується на темі людської кисті (кулак, долонь, рука). Загальним є мандаринське слово цюань (拳, кантонське: куень, японське: кен), яке означає кулак та передає значення стилю з боксуванням або ударами. Наприклад, це стосується стилів Шаолінь цюань (Шаолінський кулак), П'яний кулак, , Кулак «Кігтя орла», Кулак [імітації] П'ять тварин (Сін'їцюань, та Він Чун Куень (Кулак Вічної Весни). Однак слово цюань не завжди може позначати боксування. Так наприклад, Тайцзіцюань (Верховний абсолютний кулак) містить слово цюань, але не фокусується на ударах у своїй практиці. Термін чжан (掌), який означає долоня, зустрічається у таких стилях як Багуачжан (Долоня восьми триграм). Іншим подібним словом є шоу (手), кисть або рука, як у Саньшоу (Вільна рука).
Бійцівські стилі, які практикуються сьогодні, розроблялися протягом століть з поступовим засвоєнням нових формальних вправ, які з'являлися пізніше.

## Історія

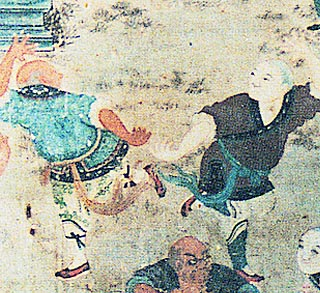
Стародавнє зображення шаолінських монахів, які оволодівають мистецтвом самозахисту.

Походження китайських бойових мистецтв (надалі ушу) простежується від часів стародавнього Китаю, коли вони застосовувалися для самозахисту, на полюванні й у військових тренуваннях. Вправи зі зброєю й у рукопашному бої були важливими компонентами тренування китайських солдатів. З тих часів до практик ушу увійшли елементи різних філософських систем та практик, які мали за мету як самозахист та оздоровлення, так і самовдосконалення. Вплив ідеалів бойових мистецтв тепер можна знайти у поезії, художній літературі та кінематографі. Сьогодні ушу є невід'ємним елементом культури Китаю.

### Найраніші згадки
Згідно з легендою, Жовтий імператор (Хуан-ді, традиційна дата сходження на трон — 2698 р. до н. е.) увів найперші форми бойових мистецтв у Китаї. Жовтого імператора описують як знаменитого військовика та культурного героя, який створив трактати з медицини, астрології та бойових мистецтв. Вважається, що він розробив мистецтво шуай цзяо, або «биття рогами», яке використовувалося при веденні війни.
Шоубо (кит.: 手搏), якому навчалися під час правління династії Шан (прибл. 1600—1046 рр. до н. е.), та сянбо (подібне до саньда), — починаючи з 600-х років до н. е., є лише двома прикладами стародавнього китайського ушу. 509 р. до н. е. Конфуцій порадив правителю князівства Лу, Дін-ґуну, щоб люди навчалися письменності та бойовим мистецтвам. Таким чином, бойовими мистецтвами більш ніж за тисячоліття до Шаоліня оволодівали не лише військові та релігійні організації, а й звичайні громадяни. У Книзі обрядів (перше століття до н. е.) згадується також бойова система (боротьба), яка називалася цзюелі або цзяолі (кит.: 角力). Ця система включала такі техніки як удари, захоплення/зчеплення, маніпулювання суглобами та використання больових точок. Цзяолі стало видом спорту під час правління династії Цінь (221—207 рр. до н. е.). У Бібліографії історії Хань існує запис, що на час правління династії Рання Хань (206 р. до н. е. — 8 р. н. е.) існувала відмінність між бойовим мистецтвом без зброї, але з дозволеними утримуваннями, яка називалася шоубо (для неї вже були написані відповідні настанови), та спортивною боротьбою, відомою тоді як цзюелі або цзяолі. Боротьба також згадується в Історичних записках Ши цзі, які написав Сима Цянь (прибл. 100 р. до н. е.).
Теорію рукопашного бою, включаючи згадку жорстких-м'яких технік, наведено в історії Юеська діва у Літописі Весен і Осені князівств У та Юе (5-те століття до н. е.).
Бойові мистецтва також згадуються у китайських філософських творах. Так, пасажі у даоському тексті Чжуан-цзи (кит.: 庄子) стосуються психології та практики бойових мистецтв. Вважається, що Чжуан-цзи, автор, чиє ім'я дало назву згаданому тексту, жив у 4-му столітті до н. е. Ще один даоський текст Дао Де Цзін («Книга шляху та благодаті», яку часто відносять до Лао-цзи) містить основи, які можуть бути знайдені у бойових мистецтвах. Згідно з одним із класичних текстів конфуціанства «Чжоулі» (кит.: 周禮/周礼 — Обряди Чжоу), стрільба з лука та бій на колісницях були частиною «6-ти мистецтв» (кит.: 六藝/六艺, «Лю і», що також включали обряди, музику, каліграфію та математику) династій Чжоу (близько 1122—256 рр. до н. е.). Трактат Мистецтво війни (кит.: 孫子兵法), який написав Сунь-цзи у 6-му столітті до н. е., безпосередньо оповідає про ведення військових дій, але також містить і ідеї, які застосовуються в китайських бойових мистецтвах. Відповідні приклади показують, що концепції ушу змінювалися з розвитком китайського суспільства.
Даоські майстри практикувалися у Тао Інь, — фізичних вправах, подібних до ціґун, який був одним з прабатьків тайцзіцюаню та відслідковується щонайменше від 500 р. до н. е. «Шість глав рукопашного бою» були включені у Хань Шу (історію династії Рання Хань), яку написав Бань Гу в 39-92 рр. н. е. Крім того, відомий лікар, Хуа То, написав «Виставу п'яти тварин» — тигра, оленя, мавпи, ведмедя та пташки — близько 220 р. до н. е. Даоська філософія та підхід до здоров'я та фізичних вправ також вплинули на китайські бойові мистецтва.

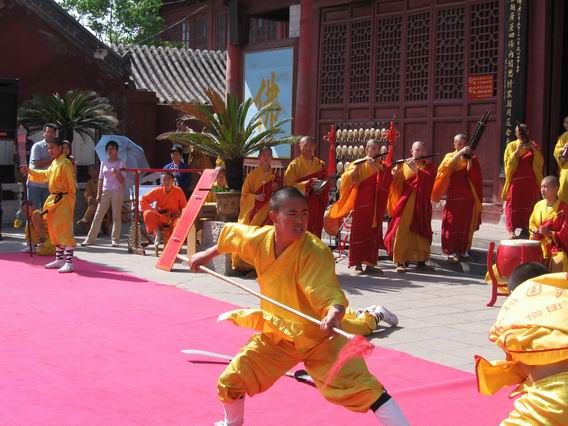
Спарингова формальна вправа у стилі Шаолінь цюань, що демонструється у Монастирі Дасянго у Кайфен, Хенань.

### Середньовіччя
Під час правління династії Тан (618—907 рр.) описи танців з мечами було увічнено у поемах Лі Бо. Змагання із сянпу (піньїнь: xiangpu — найперші форми сумо) спонсорували імперські двори династій Сун та Юань (близько 960—1368 рр.). Сучасні концепції ушу були остаточно розвинені під час правління династій Мін та Цін (1368—1911 рр., див. Список династій Китаю).
Стосовно шаолінського гунфу як стилю бойових мистецтв, то найдавнішим свідченням участі Шаоліня у бойових діях є стела 728 року н. е., яка засвідчує дві події: захист Шаолінського монастиря від бандитів близько 610 року н. е. та його подальшу роль у перемозі над Ван Шичуном у Битві при Хулао 621 р. н. е. З 8-го до 15-го століть не існує збережених документів, які б забезпечили доказ участі Шаоліня у бойових діях. Однак, для періоду між 16-м та 17-м століттями, існує щонайменше 40 джерел, які доводять, що ченці Шаоліня не лише вивчали бойові мистецтва, але і їх практика стала таким невід'ємним елементом монастирського життя в Шаоліні, що ченці відчули потребу підкріпити її створенням нової буддистської системи знань. Згадки про практику бойових мистецтв у Шаоліні можна знайти у багатьох літературних творах різних жанрів пізніх часів правління династії Мін, це: епітафії шаолінських ченців-бійців, настанови з бойових мистецтв, військові енциклопедії, історичні записки, книги про подорожі, художня література і навіть поезія. Однак, ці джерела не вказують на жоден специфічний стиль, який походить з Шаоліня.
Ці джерела, на відміну від джерел з періоду династії Тан, згадують шаолінські методи ведення бою зі зброєю. В таких боях використовувались мечі шаолінських ченців, а також те, чим вони прославилися — палиця Гунь. Генерал Ци Цзіцюань включив ці техніки у свою книгу, «Трактат про ефективну дисципліну». Попри те, що інші критикували ці техніки, Генерал Юй Даю династії Мін відвідував монастир та не був вражений тим, що він побачив. Він винайняв трьох ченців, яких він тренував декілька років, після чого вони повернулися, щоб тренувати інших ченців свого монастиря.

Останнє масштабне використання традиційних бойових технік в Китаї відбулося протягом т.з. Боксерського повстання (Їхетуанське повстання, 1899-1901). Організація повстанських загонів на нижчому рівні спиралася на ідеологію таємних товариств, які поєднували бойові тренування із культовими елементами та народними забобонами. Однією з назв таких загонів, а також стилю їх дії, було їхецюань — «Кулак справедливості і гармонії». Примітивно озброєні народні загони протистояли вогнепальній зброї західних армій із віруванням у підтримку власного бойового духу силами місцевих божеств.

### Республіканський період та сучасність
Сучасний вигляд китайських бойових мистецтв знаходиться під сильним впливом подій Республіканського Періоду Китаю (1912—1949). У перехідному періоді між падінням династії Цін, колотнечею під час вторгнення Японії та Китайською громадянською війною, китайські бойові мистецтва стали доступнішими для всіх, оскільки майстри заохочувалися щодо відкритого викладання їхніх мистецтв. Серед іншого це був засіб посилення національної свідомості, що відобразилося у вжитку терміну «ґошу» («мистецтва нації», поряд з «ґохуа», китайський традиційний живопис, та «ґосюе» — китайська історія та культурологія). З цією метою у викладанні наголошувався національний колорит та принижувалася вага сімейних традицій та персональних досягнень.
Як результат, було опубліковано багато настанов з тренування бойових мистецтв (кит.: 拳普), створено тренувальні академії, організовано 2 національні іспити, а також різні команди їздили для демонстрації своїх мистецтв за океан та численні асоціації з бойових мистецтв сформовано в усьому Китаї й у різних китайських громадах в інших країнах. Атлетичну Асоціацію Цзин У (кит.: 精武體育會/精武体育会) заснував Хо Юаньцзя у 1910 р., а в 1928 р. Національний уряд заснував Центральну Академію Ґошу (Національного Мистецтва) (кит.: 中央國術館/中央国术馆 — Чжунян Гошугуань). Це лише два приклади інших організацій, які розвивали систематичний підхід до тренування. Починаючи з 1932 р. республіканським урядом, з метою покращення та розповсюдження китайських бойових мистецтв, було проведено низку провінційних та національних змагань. 1936 р. на 11-х Олімпійських іграх у Берліні група китайських майстрів бойових мистецтв уперше продемонструвала своє мистецтво міжнародній аудиторії. Зрештою, ці події призвели до формування погляду на бойові мистецтва як на спорт.
Передумови для росту світової популярності ушу були створені закінченням Китайської громадянської війни та заснуванням Китайської Народної Республіки 1 жовтня 1949 р. Багато відомих майстрів бойових мистецтв вирішили втекти з КНР та мігрувати у Тайвань та Гонконг та інші частини світу. Ці майстри почали навчати бойовим мистецтвам у заокеанських китайських громадах, але зрештою ці практики також відкрилися для широкого кола місцевого населення.

### При комуністичній владі
У КНР практика традиційних бойових мистецтв була пригнічена протягом бурхливих років Китайської культурної революції (1969-1976). Подібно до багатьох інших аспектів традиційного китайського життя, бойові мистецтва були піддані радикальним перетворенням Китайською Народною Республікою для того, щоб узгодити їх з революційними доктринами маоїстів. З метою заміщення незалежних шкіл бойових мистецтв у КНР було створено та розповсюджено спортивне ушу. Цей новий вид спорту був призначений для проведення змагань та відокремлений від того, що вважалося потенційно «підривними» аспектами самозахисту, а також сімейних шкіл бойових мистецтв. Уряд заснував Всекитайську асоціацію ушу, організацію для регулювання тренувань з бойових мистецтв. Державна комісія Китаю з фізичної культури та спорту почала керувати створенням стандартизованих формальних вправ для більшості головних мистецтв. Протягом цього періоду національна система ушу, яка включала формальні вправи, вивчалася за спеціальним навчальним планом із системою оцінок, які виставляв інструктор. Ушу було введене як на рівні старших класів школи, так і на рівні університетів. Пригнічення традиційного навчання послабилося під час Ери реконструкції (1976-1989), коли комуністична ідеологія стала більш поступливою до альтернативних точок зору. В 1979 р. Державна комісія з фізичної культури та спорту створила спеціальний силовий підрозділ, призначенням якого була переоцінка навчання практики ушу. В 1986 р. було створено Китайський національний дослідницький інститут ушу, який став центральним авторитетом у дослідженні та адмініструванні діяльності, пов'язаної з ушу у КНР. Зміна урядової політики та ставлення до спорту загалом призвела в 1998 р. до закриття Державної комісії зі спорту (центральна спортивна організація країни). Це закриття розглядається як спроба частково деполітизувати організовані види спорту та зрушити китайську спортивну політику в напрямку ринкової основи. У результаті цих змін у соціологічних факторах у Китаї китайський уряд заохочує як традиційні, так і сучасні підходи до стилів китайського ушу.

## Стилі

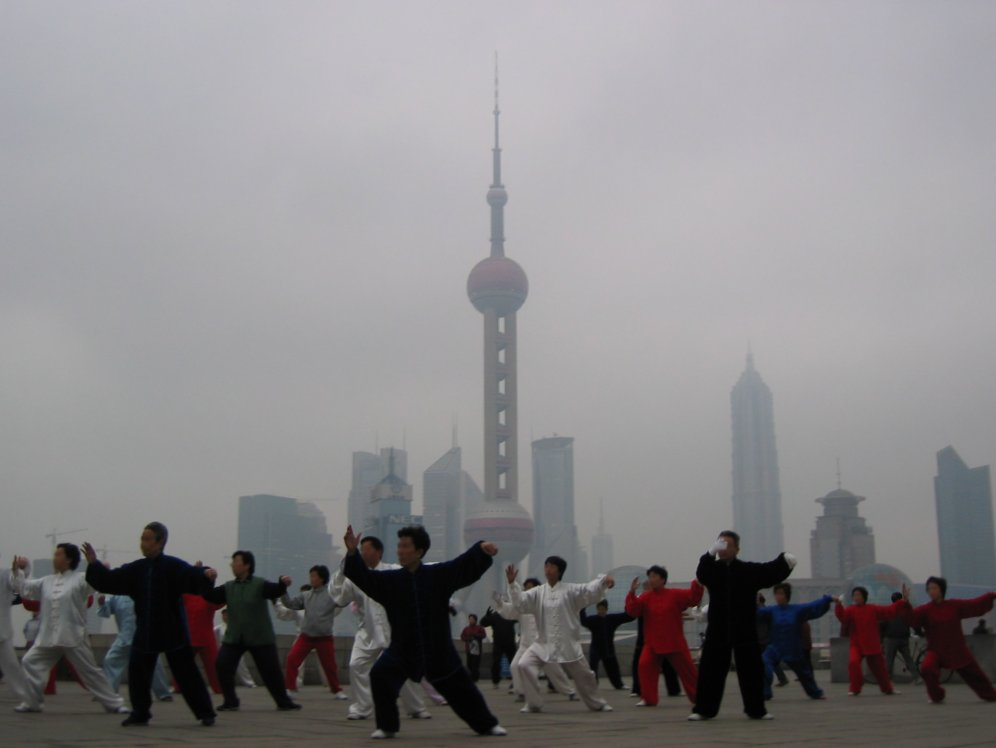
Тренування стилю тайцзіцюань сім'ї Ян на Набережній Вайтань у Шанхаї

Китайські бойові мистецтва включають сотні різноманітних стилів, кожен зі своїм власним набором прийомів та ідей, Крім того, у різних стилях існують і спільні елементи, які класифікують за «сім'ями» (кит.: 家, цзя, піньїнь: jiā), «сектами» (кит.: 派, пай, піньїнь: pai), або «школами» (кит.: 門, мень, піньїнь: men) бойових мистецтв. Існують школи, які спираються на імітацію рухів тварин, а також вживають елементи китайської філософії, міфів та легенд. Деякі стилі концентруються на приборкуванні енергії ці, інші — виключно на змаганнях і демонстрації майстерності.
Китайські бойові мистецтва можна розділити на різні категорії: зовнішні (кит.: 外家拳) та внутрішні (кит.: 内家拳)., північні (кит.: 北拳) та південні, (кит.: 南拳) згідно з частиною Китаю відносно річки Янцзи. Головними відмінностями між північними та південними стилями, які можна легко помітити, є такі: північні стилі концентруються на швидких і потужних ударах ногами, високих стрибках та загалом плавних та швидких рухах; в південних стилях більший наголос робиться на силових прийомах руками (зокрема, п'ястями), а також стабільних, непорушних стійках та швидкому переміщенні по землі. Прикладами північних стилів є Чанцюань та Сін'їцюань, південних — Наньцюань та Він-Чунь. Китайські бойові мистецтва можна також поділити відповідно до релігійних, імітаційних (кит.: 象形拳) та інших відмінностей. Докладніше див. Стилі ушу.

## Тренування
Тренування з китайських бойових мистецтв складається з таких компонентів: основи, формальні вправи, застосування, використання зброї. Кожен стиль має свою власну унікальну систему тренування з різними наголосами на кожен компонент. Крім того, більшість майстрів ушу наголошують на філософському та етичному компонентах вчення, а також вживають медичну практику.

### Основи
Основи (кит.: 基本功) є ключовою частиною тренування, оскільки без них учень не зможе досягнути високих ступенів розвитку. Багато рухів у китайських бойових мистецтвах неможливо виконати правильно без міцних та гнучких м'язів, керування «ці» (дихання або енергія) та правильної механіки рухів тіла. Тренування основ може включати набір простих рухів, які виконуються декілька разів за короткий проміжок часу. Приклади тренування основ включають розтягування, відпрацьовування стійок, просте загартовування, медитацію та базові техніки ударів руками та ногами.
З дидактичною метою школи часто використовують короткі вирази, які формулюють головні засади тренування. Наприклад,
|  | 内外相合，外重手眼身法步，内修心神意气力。 |

|  | Серединне та зовнішнє мають відповідати одне одному. У зовнішньому приділяй увагу рукам, очам, корпусу та стійкам. У внутрішньому тренуй серце, увагу, розум, дихання та силу. |

#### Стійки
Стійки (кит.: 步法) є структурними положеннями тіла, що застосовуються у тренуваннях. Вони являють собою основу та підкреслену форму позиції бійця. Кожен стиль має різні назви та видозміни кожної стійки. Стійки можуть різнитися позицією стоп, розподілом ваги, вирівнюванням частин тіла тощо. Тренування стійок може бути статичним, метою чого є витримування структури стійки протягом встановленого часу, або динамічним, коли серія рухів виконується декілька разів поспіль. Наприклад, стійки «верхи на коні» (кит.: 骑马步，马步 — ци ма бу, ма бу) й «уклін» можна знайти у багатьох стилях ушу.

#### Медитація
Медитація у багатьох системах тренування вважається основним компонентом базового тренування. Медитація використовується для розвитку концентрації, чистоти розуму та є основою тренувань за методом ціґун.

### Форми
Форми (формальні вправи) або таолу (кит.: 套路) є серією наперед відомих рухів, поєднаних таким чином, щоб виконуватися в одному послідовному наборі рухів. Оригінально форми створювалися для збереження спадку певного стилю та часто викладалися лише найкращим студентам, яких спеціально обирали для збереження такого спадку. Формальні вправи розроблялися так, щоб містити як типові для даного стилю рухи, так і рухи, скеровані на тренування певних прийомів, які могли б бути відокремленими, випробуваними та викладеними учням у спарингах.
Формальні вправи мають бути практичними та корисними, а також покращувати плавність, гнучкість, рівновагу, координацію та медитацію. Часто вчителі кажуть: «практикуйтеся у ваших формальних вправах так, ніби ви спарингуєте та спарингуйте так, ніби це формальна вправа».

#### Типи форм
Існує два загальні типи формальних вправ. Найпоширенішими є форми «соло», які виконуються одним учнем. Існують також «спарингові» форми, які є «бійкою» з наперед заданими рухами, які здійснюються двома або більше людьми. Спарингові форми розроблялися як для того, щоб ознайомити бійців-початківців з основними засобами та концепціями бою, так і для того, щоб демонструвати свою школу. Спарингові форми, у яких застосовується зброя, є особливо корисними для навчання розтягування, прицільності та прийомів, необхідних для користування зброєю.
Сьогодні у багатьох стилях формальні вправи вважаються одним з найважливіших тренувань. Традиційно форми відігравали меншу роль у тренуваннях з метою бойового застосування, коли наголос ставився на спаринги, тренування витривалості та загартовування. Формальні вправи поступово розвивають гнучкість, внутрішню та зовнішню силу, швидкість та витривалість, а також навчають рівновазі та координації. Багато стилів містять формальні вправи, які використовують широкий спектр зброї різних типів та довжини з використанням однією або обидвох рук. Існують також стилі, які концентруються на окремих типах зброї.

#### Полеміка стосовно сучасних форм
Хоча формальні вправи у китайських бойових мистецтвах створювалися для відображення реалістичних бойових прийомів, рухи в них не є завжди такими самими як у прийомах, що застосовуються в бою. Багато форм розроблені, з одного боку, для забезпечення кращої готовності до бою, а з іншого — для більш естетичного і приємного представлення стилю. Проявами виходу за межі прийомів, корисних у бою, є використання нижчих стійок та високих ударів ногами з сильною розтяжкою. Ці два маневри є нереалістичними у бою та використовуються у формах для цілей вправляння. Багато сучасних шкіл замінили практичні рухи із захисту чи нападу на акробатичні трюки, яким надають перевагу для презентації стилю глядачам, у тому числі під час змагань. Це призвело до критицизму відповідних мистецтв традиціоналістами за заохочення більш акробатичних змагань, орієнтованих на зовнішню привабливість.
Зовнішнє представлення завжди було важливим у багатьох традиційних формальних вправах. Форми часто виконувалися для розваги ще задовго до появи сучасного ушу. Впродовж усієї історії китайських бойових мистецтв майстри шукали додаткових джерел доходу, наприклад, у виставах на вулицях та в театрах.
Іншою причиною того, чому бойові прийоми часто виявляються відмінними від формальних форм, вважається «приховування» дійсних функцій прийомів від сторонніх людей.[джерело?]

#### Сучасні формальні вправи: спортивне ушу

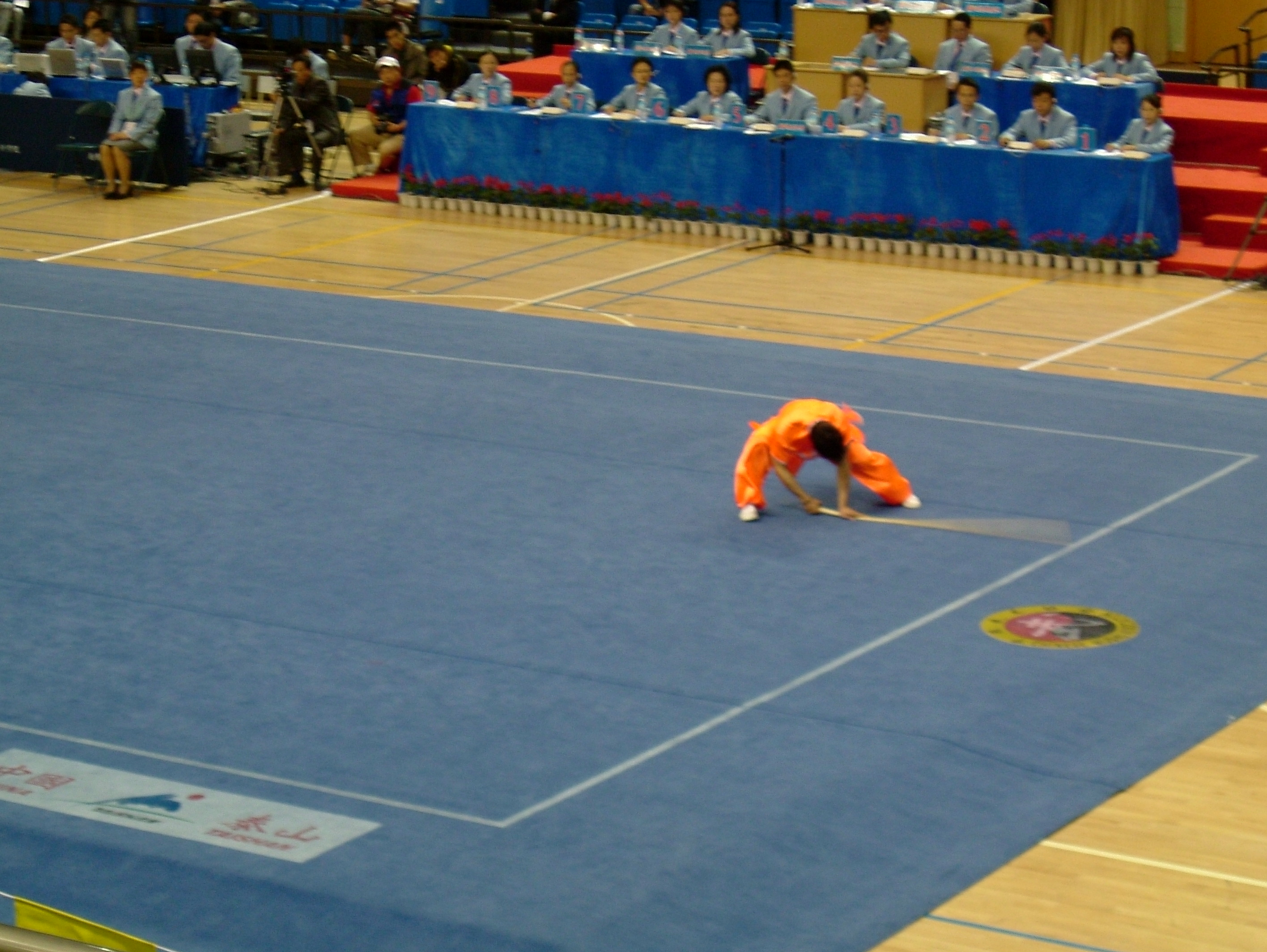
Сучасні формальні вправи демонструються в спортивному ушу

Усі формальні вправи розвинулися в усій своїй складності та кількості протягом багатьох років. Багатьом формам можна навчатися протягом усього життя. Існують типи ушу, які концентруються лише на формальних вправах й узагалі не практикують застосування. У першу чергу, такі стилі використовуються лише для вистав та часто використовують більше акробатичних стрибків та рухів, спеціально доданих для покращення візуального ефекту порівняно з традиційними стилями. Майстрів, які віддають перевагу традиційним стилям та менше концентруються на їх публічному представленні, часто називають традиціоналістами. Багато традиціоналістів вважають небажаним сучасний розвиток ушу та говорять, що у зв'язку з цим мистецтва втрачають своє оригінальне значення та цінність.

### Застосування
Тренування застосувань стосується перенесення вивченої техніки до реального бою. Китайські бойові мистецтва зазвичай включають великий арсенал прийомів з використанням усіх частин тіла. Всі ці прийоми базуються у першу чергу на дієвості та ефективності. Коли та як навчаються застосуванню залежить від стилю. На ранніх стадіях тренування учнів більшість стилів концентрується на вправах, де учень знає який тип бою вивчається та на яку атаку слід очікувати. Поступово залишається все менше і менше правил, а учні вивчають як реагувати на прийоми та як їх використовувати. «Спаринги» є головними у тренуванні застосувань, оскільки вони моделюють бойові ситуації, але зазвичай включають додаткові правила та обмеження для зменшення небезпеки серйозного травмування учня.
Задача тренування практичного застосування є предметом полеміки та темою гарячих дебатів між традиційними, неотрадиційними майстрами бойових мистецтв та майстрами спортивного ушу. У неотрадиційному погляді, тренування бойових мистецтв повинно зрештою приводити та бути оціненим у дійсних боях та керуватися моральною філософією. Неотрадиціоналісти часто вважають, що спаринги є або непідхожими для оцінки вивченого (через недовіру до правильності оцінки майстерності за боєм керованим правилами), або тому що вивчені прийоми є надто небезпечними для їх використання поза межами справжнього бою. На відміну від останніх, традиціоналісти та майстри спортивного ушу вважають, що всі техніки китайських бойових мистецтв мають регулярно перевірятися шляхом їх застосування у спарингах.
Прикладом такого підходу у китайських бойових мистецтвах є традиція Лей тай (кит.: 擂臺/擂台, бій на піднятому помості) та Саньда (кит.: 散打) або саньшоу (кит.: 散手) Лей тай — це публічні змагання за викликом, які вперше стали проводитися під час правління династії Сун. Метою цих змагань було будь-якими засобами вибити опонента з піднятого помосту. Саньда або саньшоу є сучасним розвитком змагань лей тай, але з використанням правил, скерованих на зменшення ризику серйозного ушкодження. Багато шкіл навчають своєму стилю або проводять змагання у межах правил, запозичених з саньди з додаванням характеристик, теорії та дозволених рухів відповідно до їхнього стилю.

### Тренування зі зброєю
Більшість китайських стилів також проводить тренування з широким арсеналом китайської зброї для загартовування тіла, розвитку координації та стратегічних здібностей. Тренування зі зброєю (кит.: 器械, цисе, піньїнь: qìxiè) у загальному проводиться після того, як учень добре вивчить основи, формальні вправи та застосування. Базова теорія тренувань зі зброєю розглядає зброю як продовження тіла бійця. Такі самі вимоги ставляться до пересування по землі та координації рухів Процес тренування зі зброєю поєднується з формальними вправами, формальними вправами з партнерами, а потім — із застосуванням. Більшість систем мають методи тренування для кожної з вісімнадцяти рук ушу (кит.: 十八般兵器, шибабаньбінци, піньїнь: shíbābānbīngqì, — перелік вісімнадцяти головних типів зброї бойових мистецтв) з додаванням зброї/спеціальних засобів, специфічних для кожної системи.

## Бойові мистецтва та мораль
Традиційні китайські школи бойових мистецтв, таких як відомий Шаолінський монастир, часто вивчають бойові мистецтва не лише як засіб самозахисту або тренування розуму, але й як систему етики. Слово «уде» (кит.: 武德) можна перекласти як «бойова мораль» та складається з двох китайських ієрогліфів: «у» (кит.: 武), що означає «бойовий»/«військовий», та «де» (кит.: 德), що означає «мораль». Уде має справу з двома аспектами: «мораль вчинків» та «мораль розуму». Мораль вчинків стосується відносин між людьми; мораль розуму відноситься до розвитку внутрішньої гармонії між емоціями, розумом (кит.: 心, сінь) та мудрістю (кит.: 慧, хуей). Кінцевою метою є досягнення відсутності границь (нескінченості) (кит.: 無, уцзі), що є дуже близьким до даоської концепції у-вей, коли розум та емоції знаходяться у взаємній гармонії.
| Основні характеристики двох аспектів моралі у китайських бойових мистецтвах |                     |                                 |                  |                |                     |                                 |                  |
| Мораль вчинків                                                              | Мораль вчинків      | Мораль вчинків                  | Мораль вчинків   | Мораль розуму  | Мораль розуму       | Мораль розуму                   | Мораль розуму    |
| Характеристика                                                              | Китайською мовою    | Китайською мовою                | Китайською мовою | Характеристика | Китайською мовою    | Китайською мовою                | Китайською мовою |
| Характеристика                                                              | Ієрогліфічний запис | Система Палладія (укр. трансл.) | Піньїнь          | Характеристика | Ієрогліфічний запис | Система Палладія (укр. трансл.) | Піньїнь          |
| Смирення                                                                    | 謙虛/谦虚           | цянь сюй                        | qiānxū           | Сміливість     | 勇氣/勇气           | юн ци                           | yǒngqì           |
| Вірність/Відданість                                                         | 忠誠/忠诚           | чжун чен                        | zhōngchéng       | Витривалість   | 忍耐                | жень най                        | rěnnài           |
| Повага                                                                      | 忠誠/忠诚           | цзунь цзін                      | zūnjìng          | Терпіння       | 性心                | хен сінь                        | xìngxīn          |
| Справедливість/Праведність                                                  | 正義/正义           | чжен і                          | zhèngyì          | Наполегливість | 毅力                | і лі                            | yìlì             |
| Довіра                                                                      | 信賴/信赖           | сінь лай                        | xìnlài           | Воля           | 意志                | і чжи                           | yìzhì            |

## ВикористанняЦи
Концепція ці або чі (кит.: 氣/气) — внутрішньої енергії або «сили життя», яка вважається рушійною силою живих істот, зустрічається майже в усіх стилях ушу.
Ці кожної людини може бути покращена або посилена шляхом регулярного виконання різноманітних фізичних та розумових вправ, відомих як ціґун. Хоча ціґун і не є бойовим мистецтвом, його часто вводять у практику багатьох стилів. Таким чином відповідні тренування є невід'ємною частиною у посиленні внутрішніх здатностей людини.
Існує багато ідей стосовно контролювання енергії ці так, щоб вона могла бути використана для оздоровлення. Це є метою ціґун-медицини. В деяких стилях вірять у концентрацію ці в одну точку під час атаки з прицілюванням у певні області людського тіла. Такі техніки відомі як дім мак (кит.: 點脈, дянь мо). Вони є подібними до акупресури.
Подекуди вважається, що шляхом практикування ціґуну до високого рівня можна спричиняти фізичну дію на опонента навіть не доторкаючись до нього. Це є популярною концепцією у кіно з елементами бойових мистецтв, але мало хто спостерігав це у повсякденному житті.

## Відомі майстри

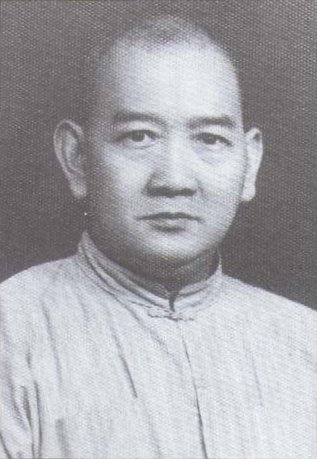
Вважається, що це фотографія майстра Вонг Фей Хунг. Дехто заперечує це, однак, через вражаючу схожість, людину на фотографії вважають його сином.

Див. також: Категорія:Майстри китайських бойових мистецтв та Category: Майстри ушу
Добре відомі майстри, що практикували китайські бойові мистецтва (кит.: 武术名师):
- Юе Фей (1103—1142 рр.) — відомий китайський генерал та патріот династії Сун. Вважається, що саме він створив такі стилі бойових мистецтв як Інчжаоцюань (Кіготь орла) та Сін'їцюань. Однак, історичних доказів на підтримку цього твердження не існує.
- Нг Муй (пізні 1600-ті роки) — була легендарною жінкою-засновницею багатьох південних бойових мистецтв, таких як Він Чун, Стиль дракона та Фуцзянський білий журавель. Часто вона вважається однією з легендарних п'ятьох старців, які пережили зруйнування Шаоліньського монастиря під час правління династії Цин.
- Ян Лучань (1799—1872) — був поважним вчителем бойового мистецтва м'який стиль, відомого як тайцзіцюань у Пекіні протягом другої половини XIX століття. Ян відомий як засновник стилю тайцзіцюань сім'ї Ян, а також передачі мистецтва до стилів тайцзіцюань сімей У/Хао, У та Сунь.
- Десять тигрів з провінції Гуандун (пізні 1800-ти) — група з десяти найкращих майстрів бойових мистецтв у провінції Гуандун, що існувала наприкінці правління династії Цин. Членом цієї групи був Вонг Кей-Ін — батько майстра на ім'я Вонг Фей Хунг.
- Вонг Фей Хунг (1847—1924) — вважався китайським народним героєм протягом республіканського періоду. Про його життя було створено більше ніж сто гонконгівських кінофільмів. У різних блокбастерах його зображали Саммо Хунг Кам-Бо, Джекі Чан та Джет Лі.
- Хо Юаньцзя (1867—1910) — був засновником Атлетичної Асоціації Цзін У, який був відомий за свої широко опубліковані поєдинки з іноземцями. Його біографію зображено у фільмі Безстрашний (2006).
- Іп Мань (1893—1972) — був майстром південного бойового мистецтва Він Чун та першим вчителем, який навчав цьому стилю відкрито. Іп Мань вчив Брюса Лі. Більшість головних відгалужень стилю Він Чун, які існують сьогодні, були розвинуті та розповсюджені учнями цього майстра.
- Брюс Лі (1940—1973) — американець китайського походження, був майстром бойових мистецтв та актором, який став культовою фігурою у 20-му столітті.[58] Брюс Лі займався південним бойовим мистецтвом Він Чун та зробив цей стиль знаменитим. На основі стилю Він Чун та під впливом інших бойових мистецтв, з якими він зустрічався, Брюс Лі пізніше створив свою власну філософію бойових мистецтв, як розвинулася у стиль, відомий зараз як Джиткундо.
- Джекі Чан (нар. 1954) — майстер бойових мистецтв із Гонконгу та актор, широко відомий введенням фізичної комедії у постановку бойових мистецтв, а також, завдяки здійсненню складних каскадерських трюків у багатьох своїх фільмах.
- Джет Лі (нар. 1963) — є п'ятиразовим чемпіоном Китаю зі спортивного ушу; пізніше почав демонструвати свою майстерність у кіно.

## Масова культура
Концепції та використання ушу часто згадуються у масовій культурі. Історично, цей вплив можна виявити місцевих книгах та театральних виставах. Пізніше цей вплив поширився на кінофільми та телебачення, які націлені на значно ширшу аудиторію. Як результат, китайські бойові мистецтва розповсюдилися далеко за територію своїх етнічних коренів та привернули до себе увагу усього світу.
Бойові мистецтва відіграють провідну роль у квазі-фентезійному літературному (пізніше також, кінематографічному та телевізійному) китайському жанрі, відомому як «Уся» (кит.: 武俠/武侠). Цей жанр базується на китайській концепції лицарства, окремій спільноті бойових мистецтв (Улінь, кит.: 武林) та центральній темі, що включає бойові мистецтва. Література з жанру «Уся» відстежується починаючи з II-III-го століть нашої ери. Вона стала популярною під час правління династії Тан та розвинулася у форму романів до часів династії Мін. Цей жанр є все ще надзвичайно популярним у всій Східній Азії та має найбільший вплив на публічне сприйняття бойових мистецтв.
Вплив бойових мистецтв помітний у китайській театральній традиції, зокрема, у найвідомішій пекінській опері. Ця популярна форма драматичного мистецтва датується початком династії Тан та продовжує бути всесвітньовідомим прикладом китайської культури. Вистави Пекінської опери передбачають використання деяких рухів з бойових мистецтв, акторський склад виконавців включає відповідну спеціалізацію.
Сьогодні, театральна привабливість ушу призвела до появи жанру фільм з бойовими мистецтвами (武打片). Фільми Брюса Лі призвели до вибуху популярності ушу на заході у 1970-х роках. Серіал мережі TV western (США) під назвою Кунгфу, що вийшов на початку 1970-х, зробив свій внесок у популяризацію ушу на телебаченні. Цей серіал з 60 серій, випущених протягом трьох років, став одним з найперших північноамериканських телешоу зі спробою зобразити філософію та практику китайських бойових мистецтв.
Майстри бойових мистецтв та актори, такі як Джет Лі та Джекі Чан продовжують створювати фільми у цьому жанрі. Фільми з бойовими мистецтвами з Китаю часто називають «фільми з ґунфу» (кит.: 功夫片) або (особливо в театрі) — «дротяне фу», якщо багато елементів постанови виконується з використанням підвішувань на дротах при створенні спецефектів, які є найвідомішими, як частина традиційних постанов у театрах ґунфу (див. також Гонконзькі фільми-бойовики).